# تأريخ بنظائر يورانيوم-رصاص

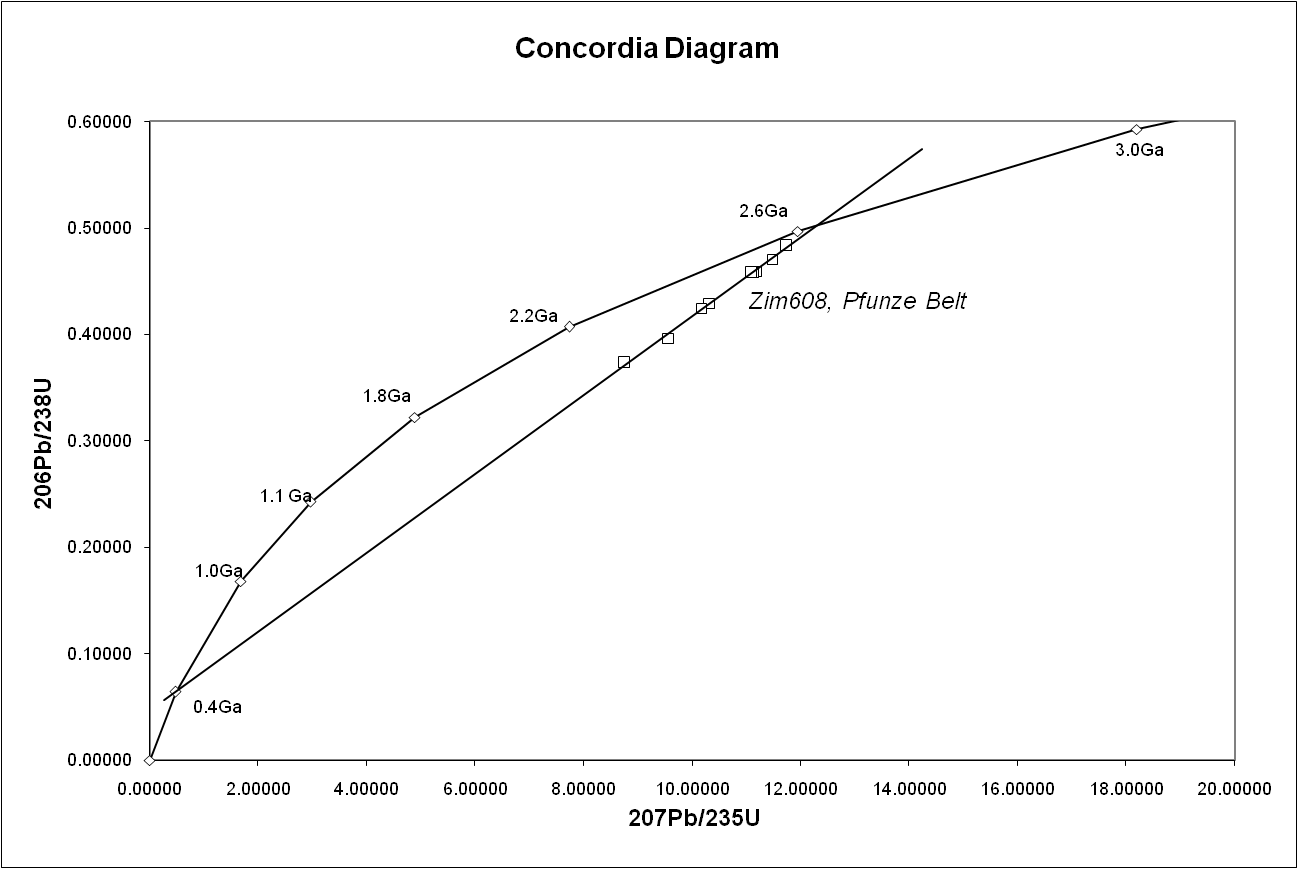

تأريخ بنظائر اليورانيوم-الرصاص هي وسيلة تأريخ إشعاعي تستخدم لتحديد عمر العينات الجيولوجية اعتماداً على نسبة نظيري اليورانيوم والرصاص في العينة؛ وخاصة في الصخور التي تشكلت وتبلورت  من حوالي مليون سنة إلى حوالي 4.5 مليار سنة مع مجال من الدقة يتراوح بين 0.1–1 %.
تعد هذه الوسيلة من أقدم الوسائل المستخدمة في مجال تحديد الأعمار جيولوجياً.
يمكن حساب العمر انطلاقاً من المعادلة:
{\displaystyle {\frac {{}^{207}\mathrm {Pb} }{{}^{206}\mathrm {Pb} }}={\frac {{}^{235}\mathrm {U} }{{}^{238}\mathrm {U} }}\cdot rac{(e^{\lambda _{235}t}-1)}{(e^{\lambda _{238}t}-1)}}
حيث t الزمن و {\displaystyle \lambda } هو معدل اضمحلال اليورانيوم